# برایان کلمن
برایان کُلمن (انگلیسی: Bryan Coleman؛ ۲۹ ژانویه ۱۹۱۱ – ۴ ژوئیه ۲۰۰۵) بازیگر اهل بریتانیا بود.
از فیلم‌ها یا مجموعه‌های تلویزیونی که وی در آن‌ها نقش داشته‌است، می‌توان به جسی، دست، طولانی‌ترین روز، زپلین مونا لیزا، بازی گریه، چاپلین و پوآرو اشاره نمود.